# Time Lapse (album)
Time lapse is het eerste livealbum van Steve Hackett en zijn band. De opnamen vonden plaats tijdens twee verschillende perioden van de band. Alleen Steve en zijn broer John Hackett spelen op alle tracks mee. De opnamen uit 1981 zijn van de toer volgend op Cured, de andere van de toer volgend op Momentum. De eerste persing in Nederland kwam van een bedrijf in Hilversum. Later volgde een heruitgave via Hacketts eigen platenlabel Camino Records met een andere hoes.
Julian Colbeck zou jarenlang bij Steve Hackett spelen.

## Musici
Alle tracks:
- Steve Hackett – gitaar, zang
- John Hackett – dwarsfluit, gitaar, basspedalen

Nottingham (tracks 1-5, 13-14 opgenomen in Central TV Studios, oktober 1990):
- Ian Ellis – basgitaar, zang
- Julian Colbeck – toetsinstrumenten, zang
- Fudge Smith – slagwerk

New York (tracks 6-12 opgenomen in Savoy Theater, november 1981):
- Chas Cronk – basgitaar, zang (van Strawbs)
- Nick Magnus – toetsinstrumenten
- Ian Mosley – slagwerk

## Muziek
Alle door Steve Hackett, tenzij anders vermeld:

| Nr. | Titel                                                                     | Duur |
| --- | ------------------------------------------------------------------------- | ---- |
| 1.  | Camino Royale (Hackett, Magnus)                                           | 7:33 |
| 2.  | Please don’t touch                                                        | 4:24 |
| 3.  | Every day                                                                 | 6:59 |
| 4.  | In that quiet earth (Tony Banks, Phil Collins, Hackett, Mike Rutherford)) | 3:50 |
| 5.  | Depth charge                                                              | 3:21 |
| 6.  | Jacuzzi                                                                   | 4:29 |
| 7.  | The steppes                                                               | 5:57 |
| 8.  | Ace of wands                                                              | 7:36 |
| 9.  | Hope I don't wake                                                         | 4:13 |
| 10. | The red flower of Tachai blooms everywhere                                | 2:44 |
| 11. | Tigermoth                                                                 | 3:22 |
| 12. | A tower struck down                                                       | 2:58 |
| 13. | Spectral mornings                                                         | 5:19 |
| 14. | Clocks                                                                    | 4:52 |

"In that quiet earth" is afkomstig van Wind & Wuthering, een album van Genesis; het was het laatste studioalbum van die band met Steve Hackett. Jackett vond zijn muziek ondergewaardeerd.